# Szélorgona
A szélorgona levegővel megszólaltatott sípok rendszeréből álló hangszer, akár a templomi orgona, de nem fújtató vagy kompresszor pumpálja sípjaiba a levegőt, hanem a tramontana, a mediterrán északi szél.
Az egyedülálló ötlet a fantáziájáról híres, nagy szürrealista festő, Salvador Dalí elméjében született meg. Az 1970-es években vetette föl, hogy szülőföldjén (Katalóniában, az Ampurdan nevű síkvidéken) meg kellene építeni azt a hatalmas hangszert, amit az uralkodó széljárás táplálna, és aminek hangját a környék településeinek mindegyikében élvezhetnék.
Több évnyi kutatás és kísérletezés után a barcelonai Ramon Llull Egyetem mérnökei úgy találták, Dalí álma megvalósítható. Három helybéli vállalkozó egymillió eurós költségvetéssel látott hozzá a megépítéshez. Első lépésként meg is vásároltak a  10. századi Quermanco erődítmény romjait Vilajuïga faluban, Dalí szülővárosa, Figueres mellett. Az erőd maradványainál gyakran fúj a tramontana, ezen felül pompás kilátás nyílik a Földközi-tengerre és a Pireneusokra is.
Dalí ötlete a képtelen álmok magasából tért vissza a földre, a középkori erődítmény maradványaihoz. A romvárat egyébként Dalí is kedvelte, olyannyira, hogy egy időben meg is akarta vásárolni, ajándékul feleségének és múzsájának, Galának. Így a megvalósuló orgonatervvel a nagy festő álma kétszeresen is teljesült: a szelek megszólaltatta sípok nemcsak a festő végtelen fantáziáját, hanem örök szerelmét is hirdetik.

## Külső hivatkozások
- https://web.archive.org/web/20060710164409/http://hiros.index.hu/kiallitas/dalialom/